# Xanthophyllum lineare
Xanthophyllum lineare är en jungfrulinsväxtart som först beskrevs av Meijden, och fick sitt nu gällande namn av W.J.de Wilde och Duyfjes. Xanthophyllum lineare ingår i släktet Xanthophyllum och familjen jungfrulinsväxter. Inga underarter finns listade i Catalogue of Life.